# 大兜肥蛛
大兜肥蛛（学名：Larinia macrohooda）为园蛛科肥蛛属的动物。在中国大陆，分布于湖南等地。该物种的模式产地在湖南大庸张家界。